# Beijershamn och Svansholmarna
Beijershamn och Svansholmarna este o arie protejată (arie specială de conservare — SAC, sit de importanță comunitară — SCI, arie de protecție specială avifaunistică — SPA) din Suedia întinsă pe o suprafață de 653,5 ha, integral pe uscat.

## Localizare
Centrul sitului Beijershamn och Svansholmarna este situat la coordonatele 56°35′52″N 16°24′04″E / 56.5977°N 16.401°E.

## Înființare
Situl Beijershamn och Svansholmarna a fost declarat arie de protecție specială avifaunistică în martie 1996 pentru a proteja 17 specii de animale. Alte tipuri de protecție:
- sit de importanță comunitară (în iulie 2000)
- arie specială de conservare (în martie 2011)[1][3][4]

## Biodiversitate
Situată în ecoregiunile continentală și marină baltică, aria protejată conține 8 habitate naturale: Pajiști uscate seminaturale și facies de acoperire cu tufișuri pe substraturi calcaroase (Festuco-Brometalia) (* situri importante pentru orhidee), Pășuni de coastă din Baltica boreală, Terase mlăștinoase și terase nisipoase neacoperite de apă la reflux, Insulițe și insule mici din Baltica boreală, Păduri de stejar sau de stejar și carpen sub-atlantice și medio-europene de Carpinion betuli, Pășuni din zone de pădure fino-scandinave, Păduri caducifoliate de mlaștină fino-scandinave, Bancuri de nisip acoperite în permanență slab de apă marină.
La baza desemnării sitului se află mai multe specii protejate de  păsări (17): chirighiță neagră (Chlidonias niger), erete de stuf (Circus aeruginosus), erete vânăt (Circus cyaneus), cristeiul de câmp (Crex crex), lebădă de iarnă (Cygnus cygnus), sfrâncioc roșiatic (Lanius collurio), notatița cu ciocul subțire (Phalaropus lobatus), bătăuș (Philomachus pugnax), cresteț pestriț (Porzana porzana), ciocântors (Recurvirostra avosetta), chiră mică (Sterna albifrons), pescăriță mare (Sterna caspia), chiră de baltă (Sterna hirundo), Sterna paradisaea, chiră de mare (Sterna sandvicensis), silvie porumbacă (Sylvia nisoria), fluierar de mlaștină (Tringa glareola).